# Stuvsta station
Stuvsta är en station på Stockholms pendeltågsnät, Södertäljegrenen, belägen i kommundelen Stuvsta-Snättringe,  Huddinge kommun 11,5 km från Stockholm C. Stationen har en mittplattform med biljetthall på plattformen och entré från en gångtunnel. De yttre spåren används för övrig tågtrafik. Stationen stod klar i den nya utformningen år 1986. Stuvsta har cirka 3 300 påstigande/dygn (2015)

## Historik
Ursprungligen öppnades här en lokaltågshållplats utmed Västra stambanan år 1918, sedan ett villaområde börjat växa upp. Stufstabolaget bekostade stationsbygget och överlät den sedan åt SJ, ett inte helt ovanligt förfarande när det gäller förortshållplatser i Stockholmsområdet. 1917-1918 byggdes Stuvstas första stationshus, som finns kvar än idag, dock med annan funktion (föreningsverksamhet/uthyrning). 1958 uppfördes ett nytt stationshus, som revs på 1980-talet när banan byggdes ut till fyra spår.

## Bilder

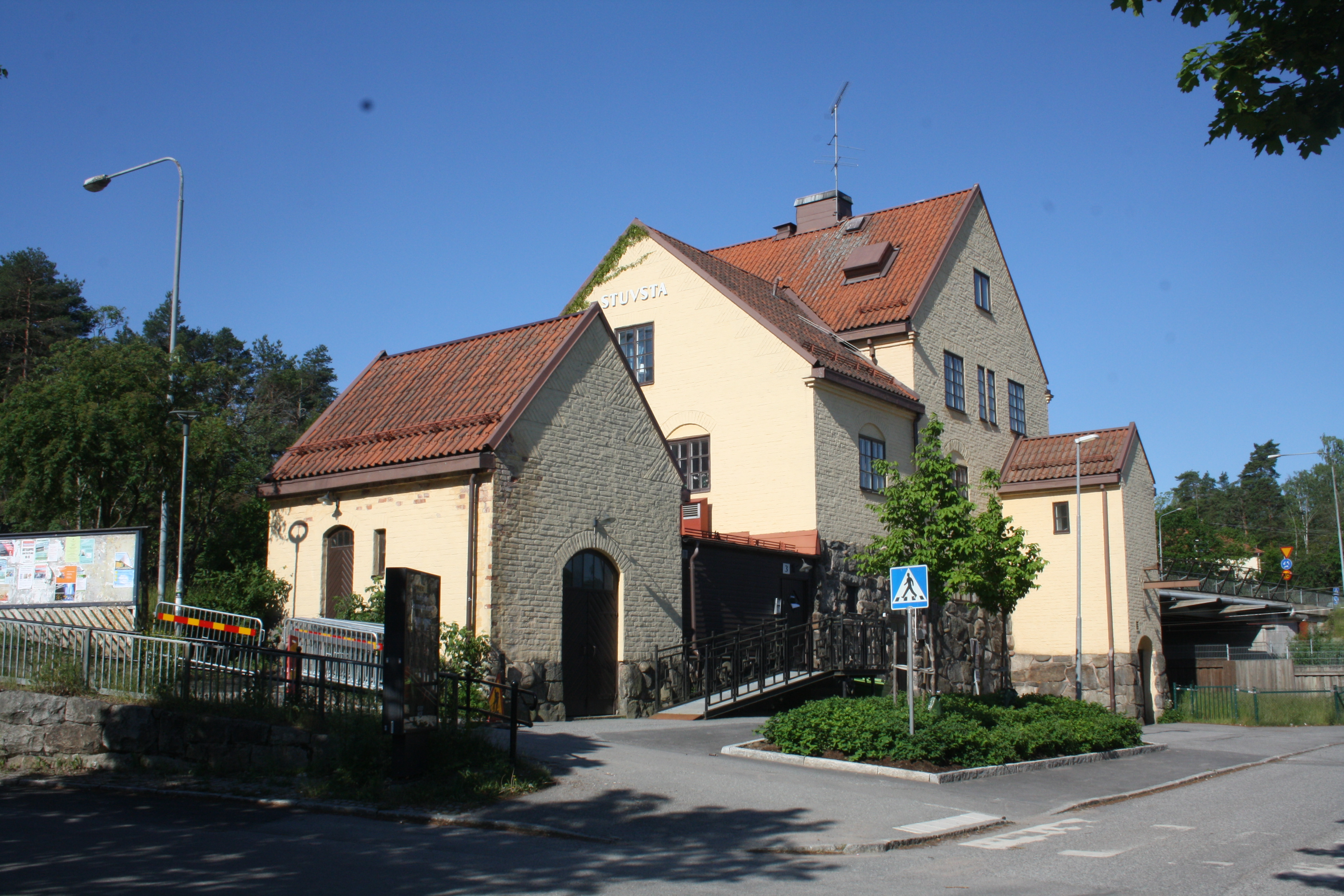
Äldre stationshuset
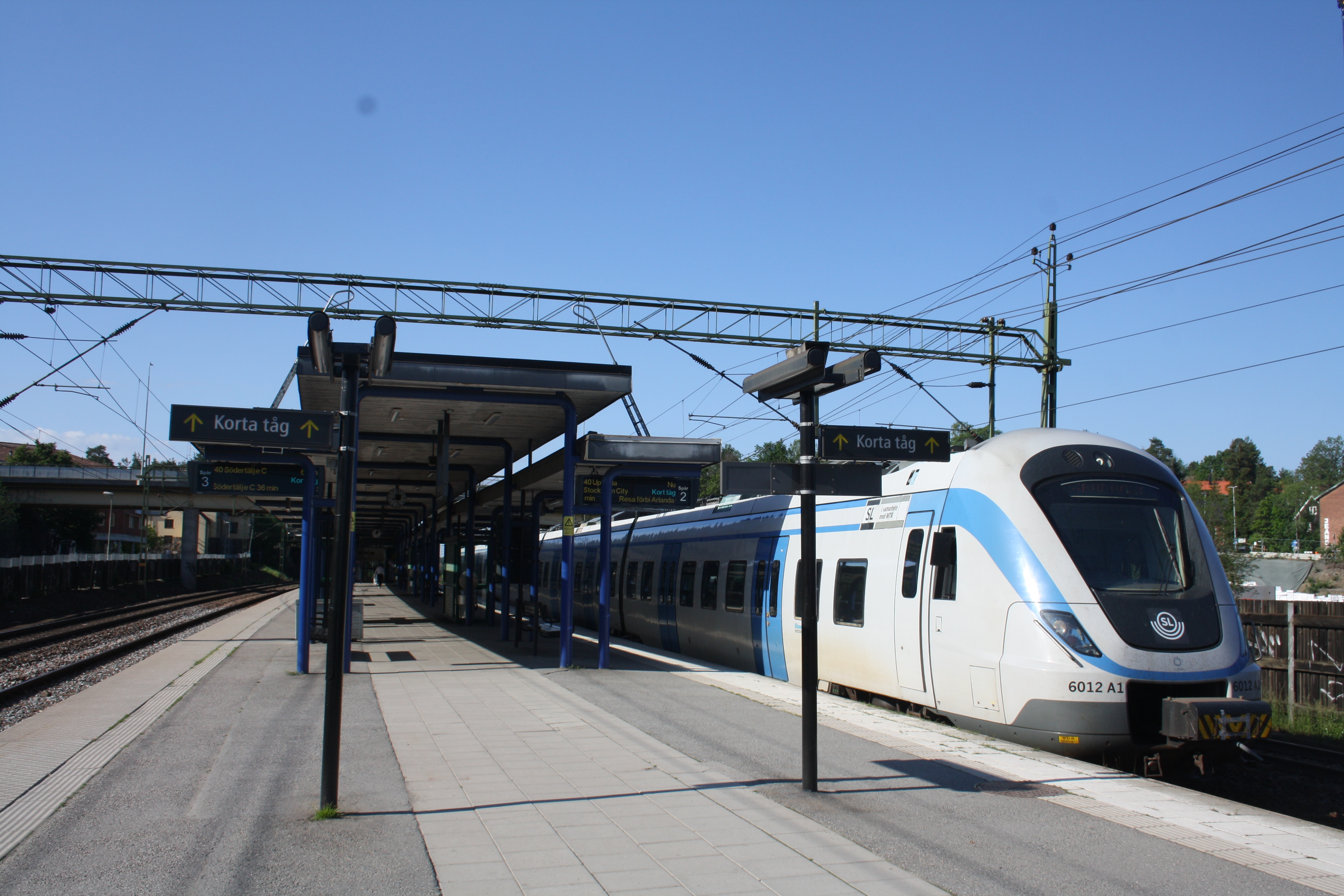
Perrongen i Stuvsta
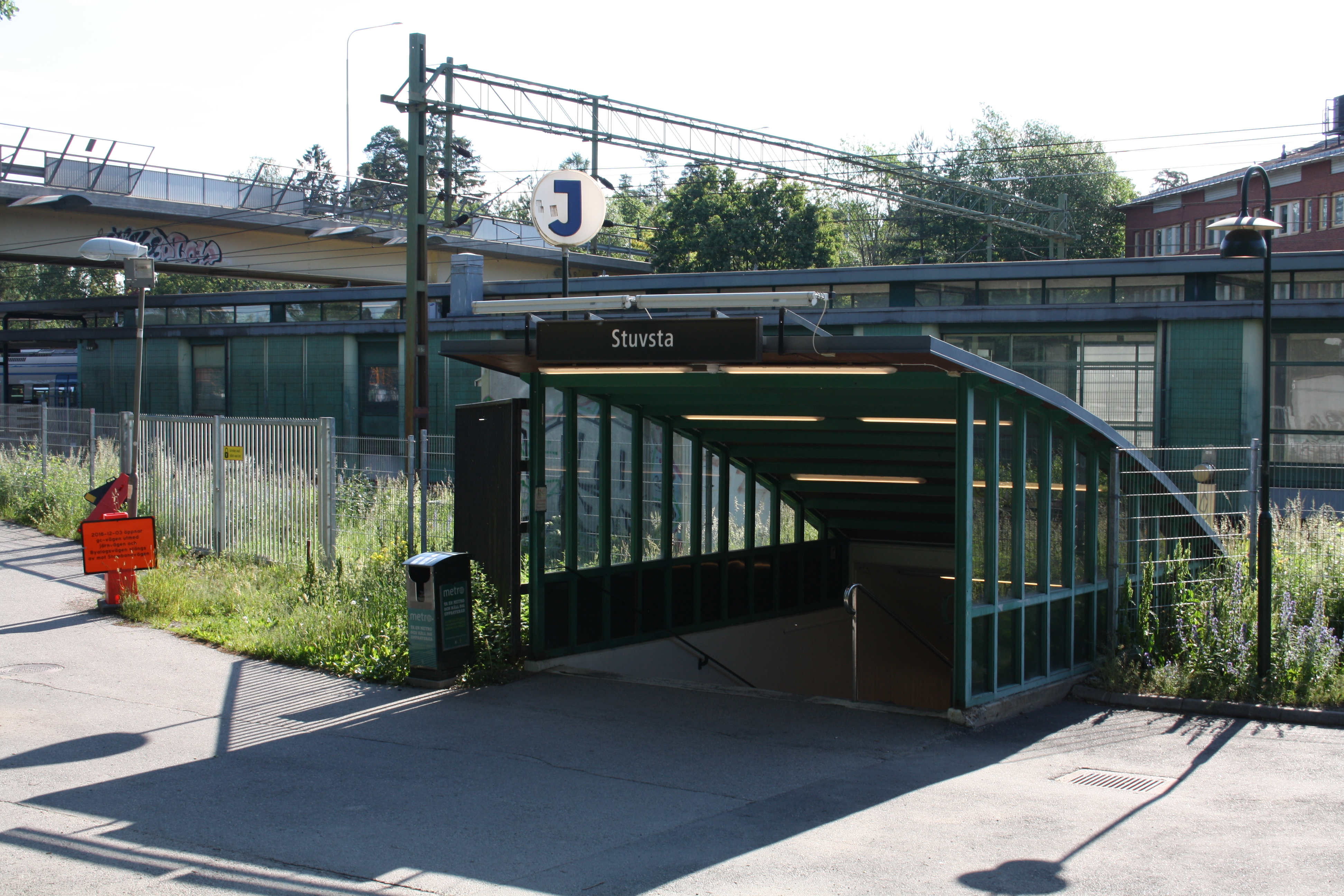
Ingång från väster
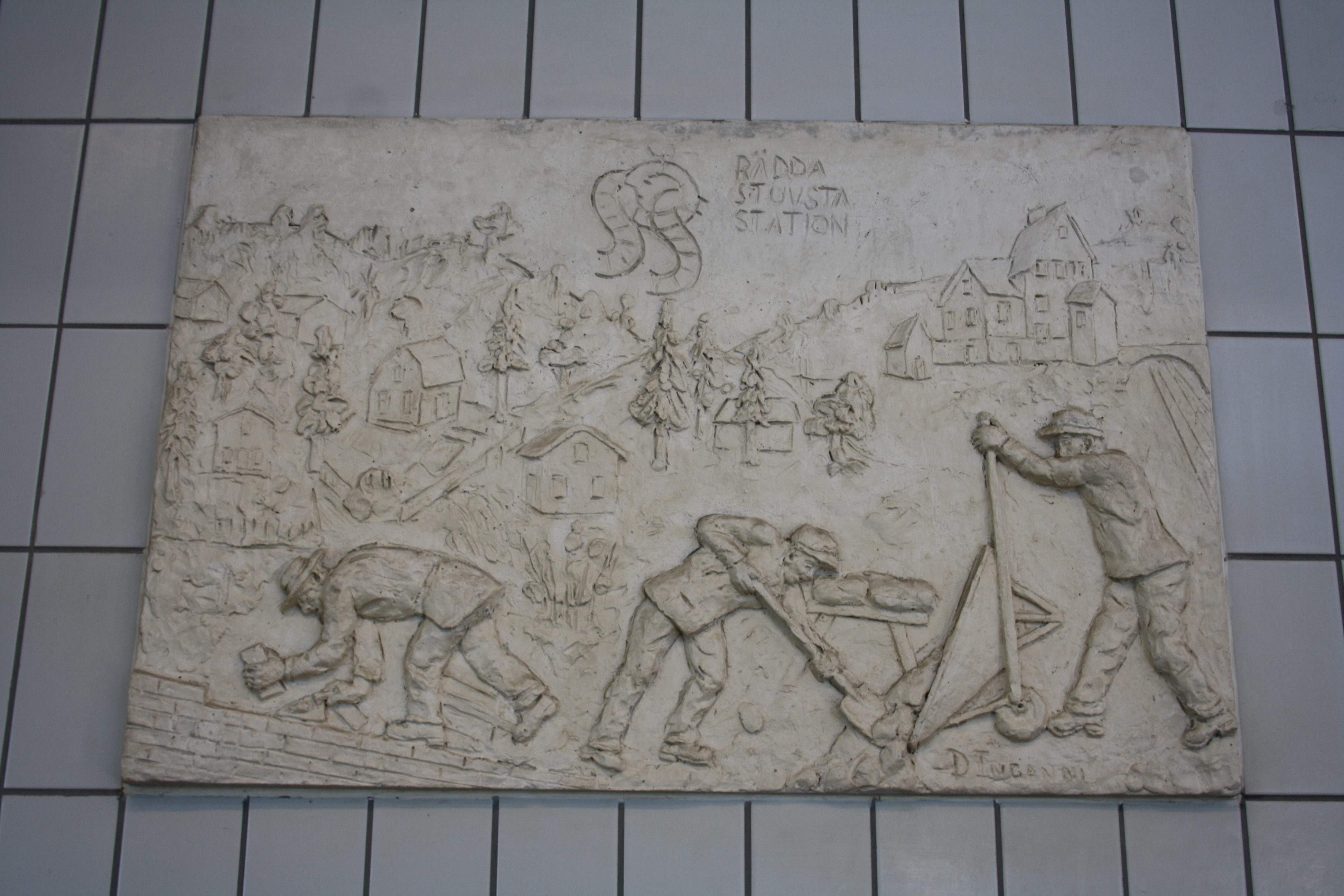
Konstnärlig utsmyckning
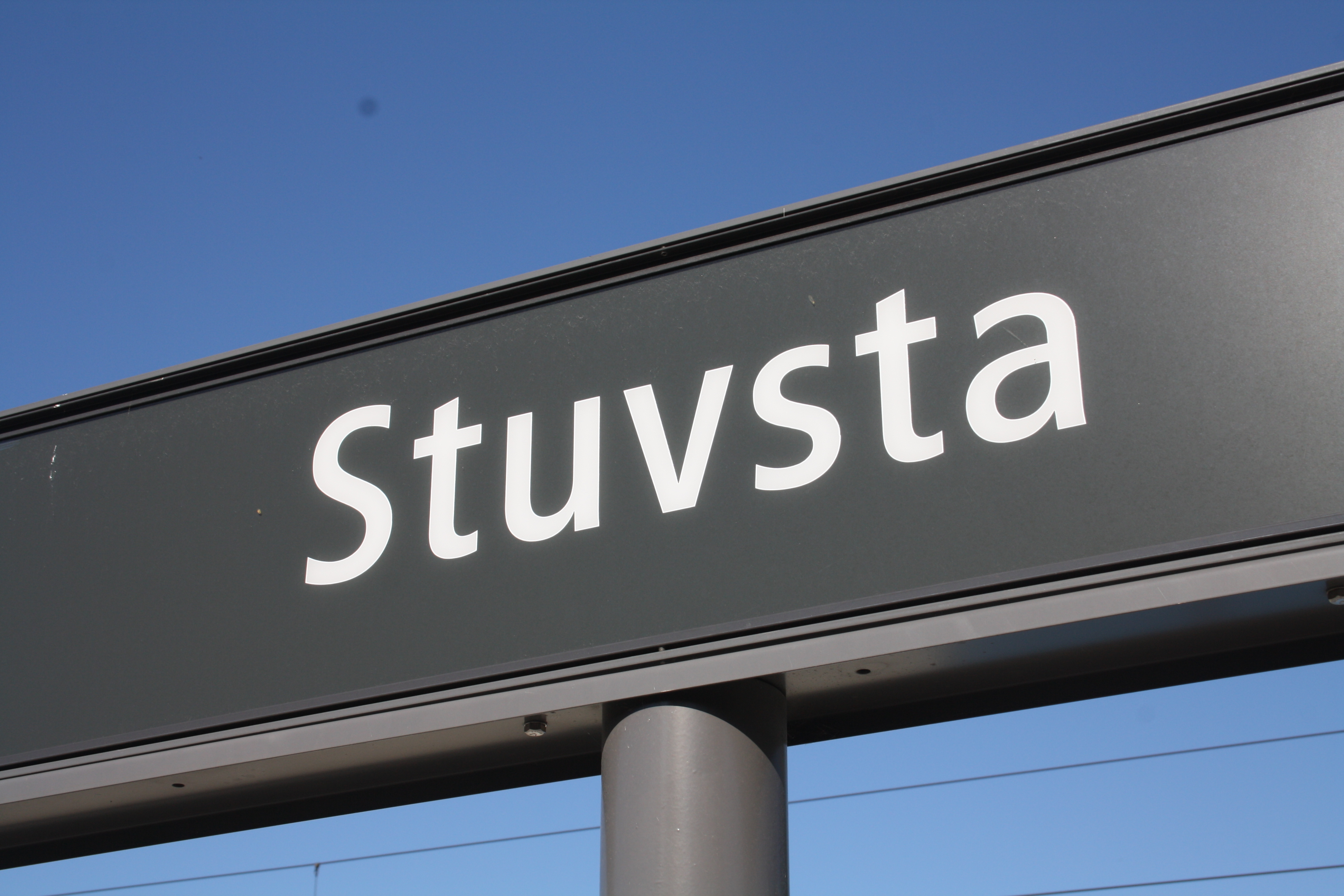
Stationsskylt
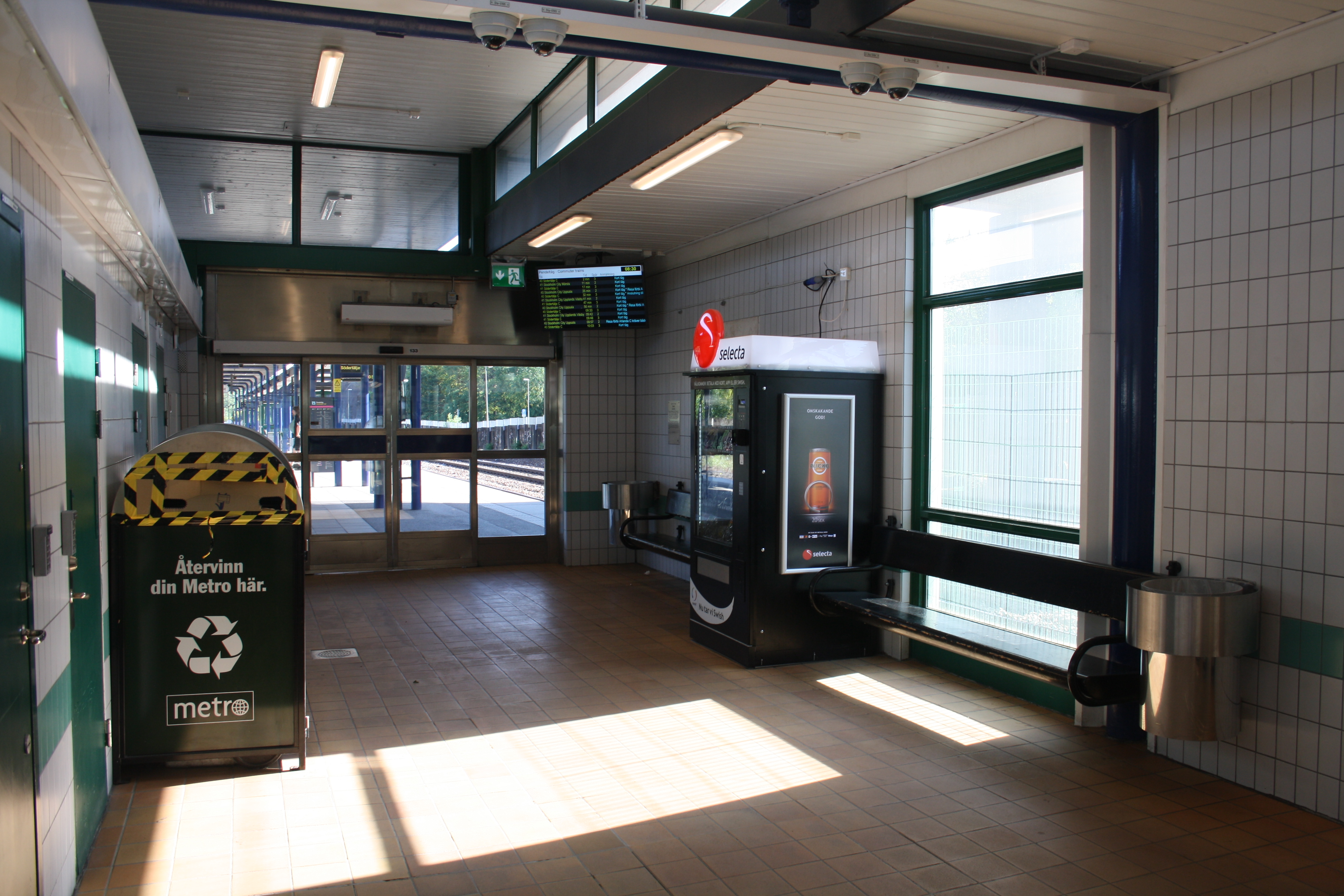
Vänthall